# Cantone di Salignac-Eyvigues
Il Cantone di Salignac-Eyvigues era una divisione amministrativa dell'arrondissement di Sarlat-la-Canéda.
A seguito della riforma approvata con decreto del 21 febbraio 2014, che ha avuto attuazione dopo le elezioni dipartimentali del 2015, è stato soppresso.

## Composizione
Comprendeva i comuni di:
- Archignac
- Borrèze
- Jayac
- Nadaillac
- Paulin
- Saint-Crépin-et-Carlucet
- Saint-Geniès
- Salignac-Eyvigues